# Hechthausen (Adelsgeschlecht)

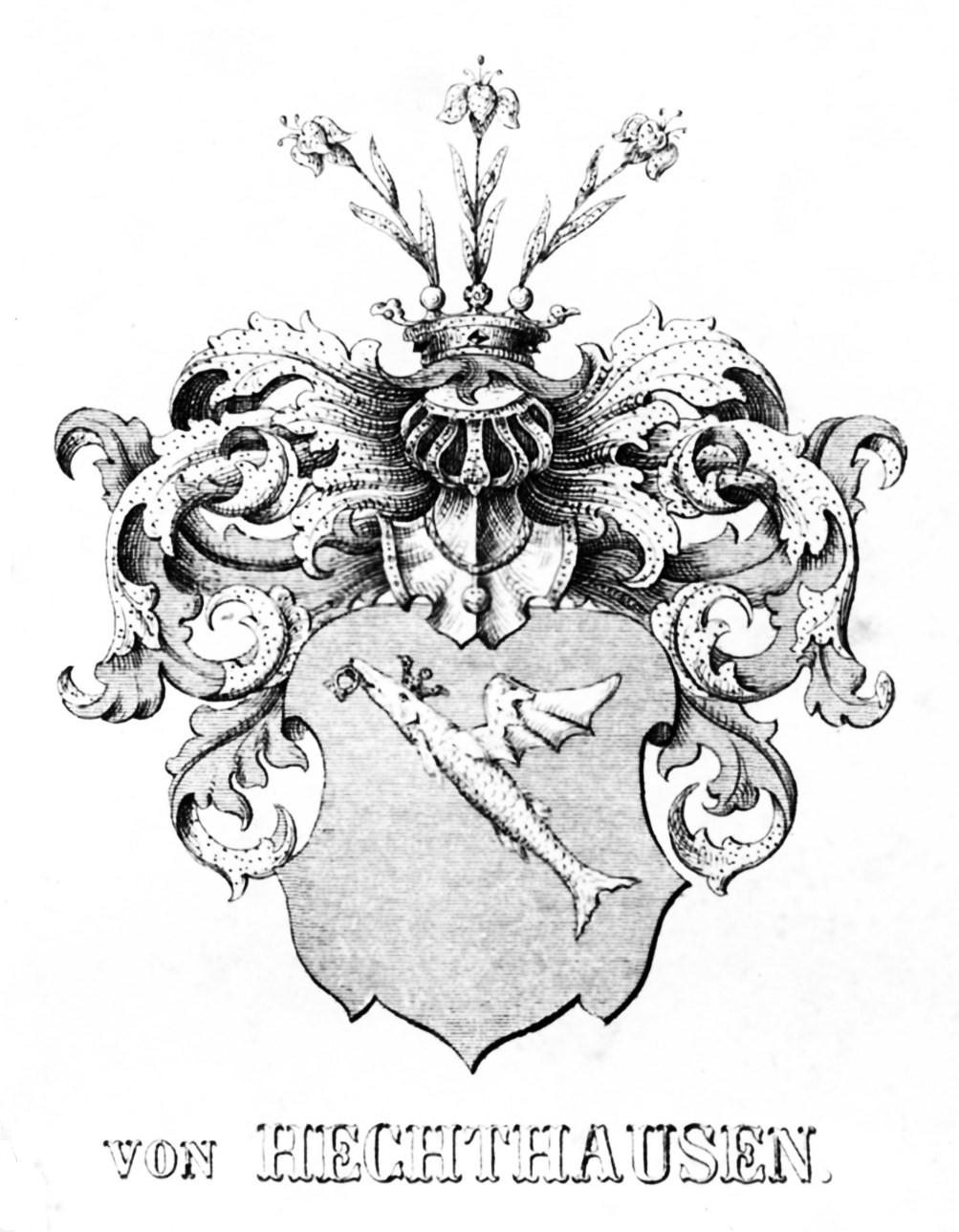
Wappen derer von Hechthausen

Hechthausen ist der Name eines alten heute erloschenen pommerschen Adelsgeschlechts.

## Geschichte
Die Familie nahm ihren Ursprung in Hechthausen im Elbe-Weser-Dreieck, wo das Geschlecht im Jahre 1233 erstmals urkundlich genannt wurde. Im Jahre 1247 wurde Gerhardus von Hekethusen als Zeuge für den Erzbischof von Bremen, 1350 Heyno Hekethusen als Rechnungsnehmer der Kämmerei Hamburg und 1369 Engelberto von Hekethusen genannt.
Die Familie muss bereits am Ende des 13. Jahrhunderts nach Pommern, in das Land um Belgard, eingewandert sein, denn schon 1289 wurde Hinricus Hekethusen unter den Zeugen Pribislaws von Wenden genannt. Die Familie ist stammesverwandt mit den von Versen und den von Münchow.
1389 wurde Hans Hechhusen gemeinsam mit Reimer Pudwelsch als Besitzer der Stadt Bärwalde bezeichnet. 1440 wurden die Hekethusen unter den Peinigern Schivelbeins genannt. Mit Henning Hechthusen, der 1456 vom Bischof von Cammin das Schloss Bevenhusen für 1.000 Mark zum Pfand nimmt, und seinem Bruder Hans beginnt die gesicherte Stammreihe der Familie.
Die Familie war vor allem um Belgard begütert, wo die von Hechthausen Zarnefanz, Grüssow, Naffin und Zwirnitz besaßen.
Im Jahre 1605 war Johann von Hechthausen († 1610) Klosterhauptmann im Stift Marienfließ und damit unmittelbar in den spektakulären Prozess gegen Sidonia von Borcke verstrickt. 1628 wurden Claus und Carsten von Hechthausen auf Zarnefanz sowie Hans von Hechthausen auf Naffin unter der Ritterschaft genannt. Noch 1685 stellte die Familie einen pommerschen Landrat. Wenig später aber müssen die von Hechthausen erloschen sein, denn 1717 wurden die Lehen der Familie dem Königsberger Kammerpräsidenten Christian Ernst von Münchow aufgetragen.

## Wappen
Das Stammwappen zeigt im blauen Schild einen schrägrechts aufwärts fliegenden geflügelten und bekrönten goldenen Hecht, einen goldenen Ring im Maul haltend. Auf dem Helm mit blauen und goldenen Decken, drei goldene blühende Lilien an beblätterten grünen Stielen.

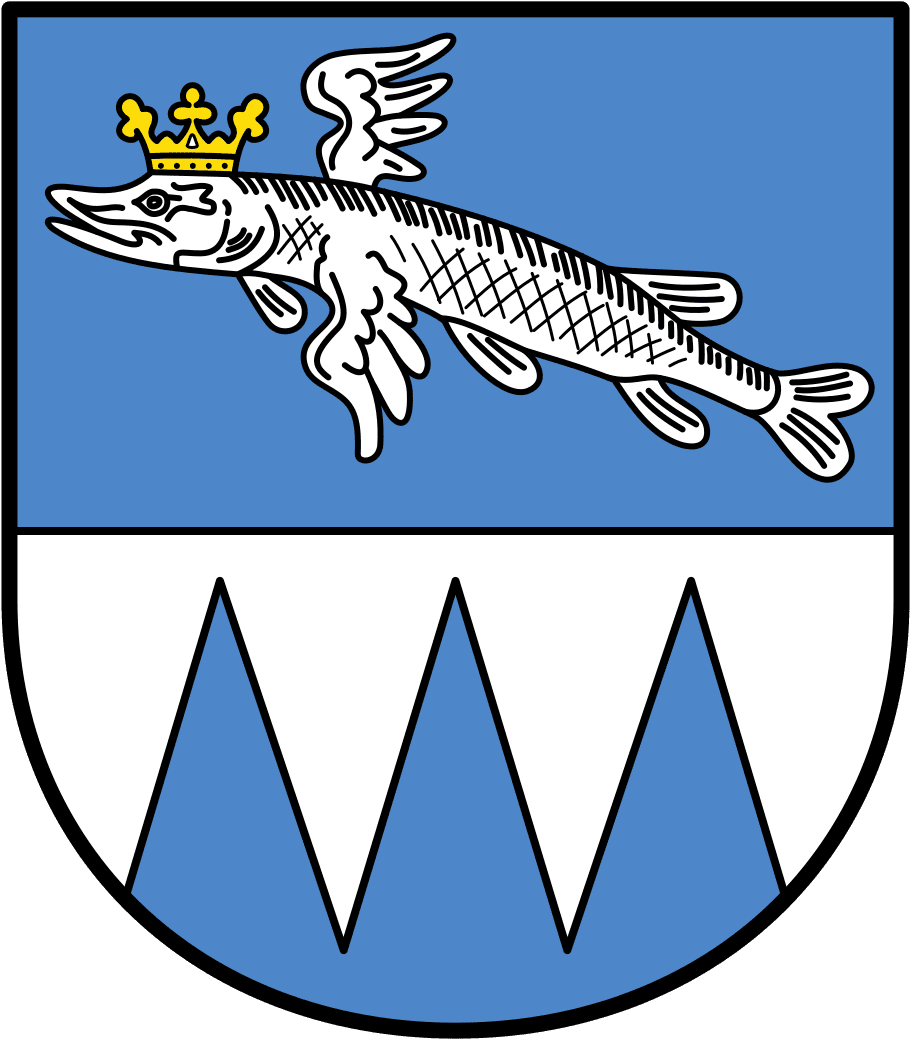
Ortswappen Hechthausen